# A Woman a Man Walked By
A Woman a Man Walked By è il secondo album nato dalla collaborazione tra John Parish e PJ Harvey, dodici anni dopo Dance Hall at Louse Point nel 1996.

## Descrizione
Tutte le musiche sono opera di Parish, che suona anche la maggior parte degli strumenti (chitarre, batteria, organo, ukulele, banjo), la voce e i testi delle dieci canzoni sono firmati da Harvey. L'album è stato registrato a Bristol e nel Dorset e mixato da Flood.
Black hearted love, è l'unico singolo estratto dall'album, caratterizzato dal suono di chitarre indie anni 90.
Dal punto di vista musicale, il lavoro alterna spunti sintetici ed elettronici a elementi rock classici e rootsy, facendo uso di suoni distorsivi e muscolari, mentre i testi evocano un "insieme di canzoni d'amore intrappolate e aggrovigliate". L'album ha ricevuto critiche generalmente positive ed è stato descritto, tra l'altro, come un lavoro "elegante e poetico, dotato di un potere brutale, pieno di brio creativo e invenzione musicale".

## Tracce
1. Black Hearted Love – 4:40
2. Sixteen, Fifteen, Fourteen – 3:35
3. Leaving California – 3:56
4. The Chair – 2:29
5. April – 4:41
6. A Woman a Man Walked By/The Crow Knows Where All the Little Children Go – 4:47
7. The Soldier – 3:55
8. Pig Will Not – 3:50
9. Passionless, Pointless – 4:19
10. Cracks in the Canvas – 1:54

## Formazione
- Polly Jean Harvey – voce
- John Parish – chitarre, batteria, organo, ukulele, banjo

### Altri musicisti
- Eric Drew Feldman – basso in Black Hearted Love, tastiere in April
- Carla Azar – batteria in Black Hearted Love e April
- Giovanni Ferrario – chitarra in Black Hearted Love, basso in April
- Jean-Marc Butty – batteria (dal vivo a supporto di A Woman a Man Walked By)